# Reising M50 / M55
Reising — американский пистолет-пулемёт калибра .45 ACP системы Юджина Рейзинга, разработанный в начале 1940-х годов и выпускавшийся фирмой Harrington & Richardson c 1941 по 1945 год.

## История
Изначально создавался как полицейское оружие. В годы Второй мировой войны состоял на вооружении ВМС США, Корпуса морской пехоты и Береговой охраны, а также поставлялся по ленд-лизу в Канаду, СССР и другие страны. Пистолеты-пулеметы Reising выпускались до 1945 года. После окончания войны на его базе был разработан и выпускался самозарядный карабин Reising М60 для полиции и гражданского рынка оружия. Выпускался также малокалиберный вариант этого карабина под обозначением М65, в котором использовался 5,6-мм патрон .22LR. Оба имели удлинённый ствол. Пистолет-пулемет Reising M55 отличался от модели 50 наличием складывающегося вбок металлического приклада и отсутствием дульного тормоза.

## Устройство и принцип действия
Считается, что «Рейзинг» по своим характеристикам и назначению был в большей степени близок не к пистолету-пулемёту, а к лёгкому самозарядному карабину, способному в случае необходимости вести огонь очередями (чисто самозарядные карабины также выпускались, см. ниже). Оружие отличалось сравнительно сложной для своего класса конструкцией, однако всё же было проще в изготовлении, чем пистолет-пулемёт Томпсона, а также намного дешевле, — примерно $50 за штуку против $225, и существенно легче.

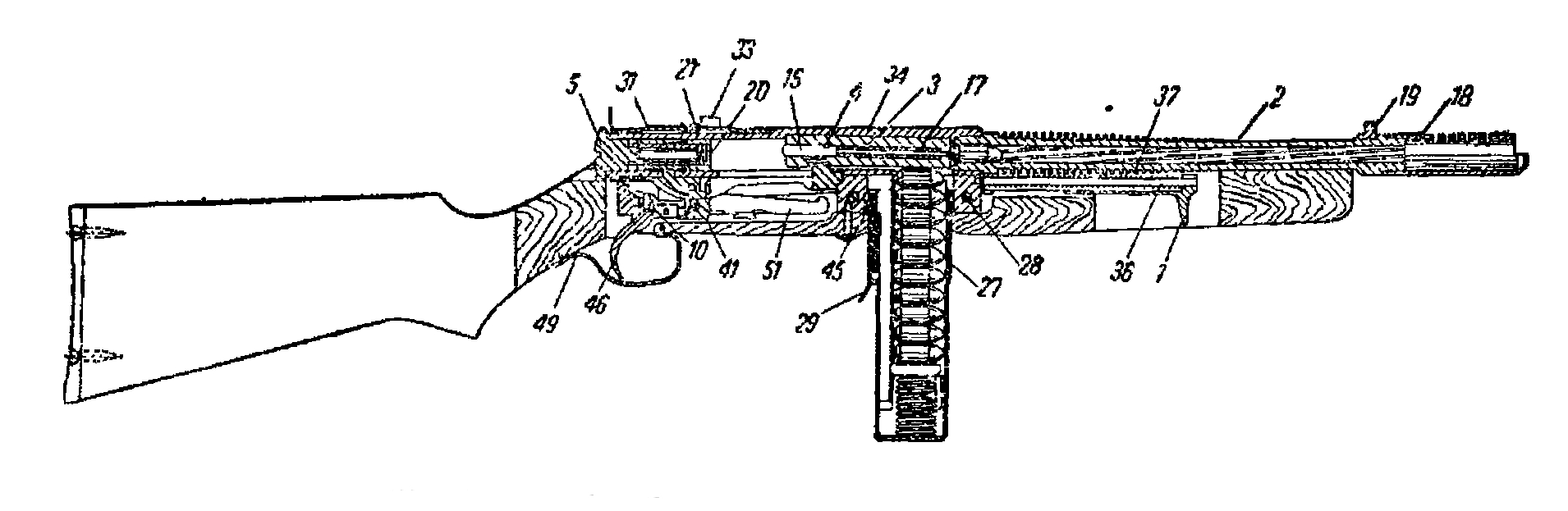
Внутреннее устройство ПП Рейзинга

Для автоматического перезаряжания в этом оружии использовалась энергия отдачи полусвободного затвора. В крайнем переднем положении затвор своей тыльной частью заходил в специальный скошенный уступ во внутреннем канале ствольной коробки, и за счёт этого перекашивался вверх. В момент выстрела, когда он начинал отходить от ствола назад под действием давления пороховых газов на донце гильзы, упором в этот уступ его движение несколько замедлялось. После того, как тыльная часть затвора миновала этот уступ, соскользнув вниз, затвор отходил в заднее положение свободно.
Ударно-спусковой механизм необычной конструкции с поступательным движением курка; стрельба велась с переднего шептала, одиночным или автоматическим огнём. Переводчик видов огня в виде движка был совмещён с предохранителем и располагался справа на ствольной коробке, имел положения: крайне переднее FA — огонь очередями; среднее SA — одиночный огонь; крайне заднее SAFE — предохранение.
Затвор «Рейзинга» не имел привычной взводной рукоятки, — вместо этого под стволом проходил специальный толкатель с рукоятью в виде крючка, доступ к которой обеспечивал вырез снизу в передней части ложи (хорошо виден на иллюстрациях). При стрельбе толкатель и рукоятка двигались вместе с затвором.
Боепитание осуществлялось из двухрядных коробчатых магазинов с перестроением в один ряд ёмкостью по 20 патронов (иногда встречались однорядные 12-патронные), которых на каждый ПП имелось по шесть штук.
Прицел — ступенчатый, с делениями, соответствующими дальностям 50, 100, 200 и 300 ярдов.
Пистолет-пулемёт был снабжён дульным компенсатором, уменьшающим подбрасывание оружия при стрельбе.

### Сборка и разборка
Для чистки и осмотра разборка ПП ведётся в следующем порядке:
1. Отделить магазин, оттянув защёлку назад;
2. Отделить ложу, вывинтив отвёрткой соединительный винт на нижней стороне цевья;
3. Вывинтить из ствольной коробки затыльник;
4. Оттянуть назад затворную раму настолько, чтобы стало видно поперечное отверстие на переднем конце направляющего стержня возвратной пружины, и вставить в это отверстие конец боевой пружины;
5. Отделить приёмник магазина от ствольной коробки, вытолкав ударами по выколотке две удерживающие его клиновидные шпильки;
6. Отделить затворную раму с возвратной пружиной и её направляющим стержнем от ствольной коробки;
7. Вынуть курок и затвор, для чего, удерживая оружие вверх стволом над мягкой подстилкой, нажать на спусковой крючок, после чего указанные детали сами выпадут вниз.

Инструкция крайне не рекомендовала разбирать пистолет-пулемёт излишне часто, так как это ускоряло износ его деталей, а также применять при разборке излишние усилия и путать друг с другом части разных экземпляров оружия, так как они не были взаимозаменяемы.

## Модификации

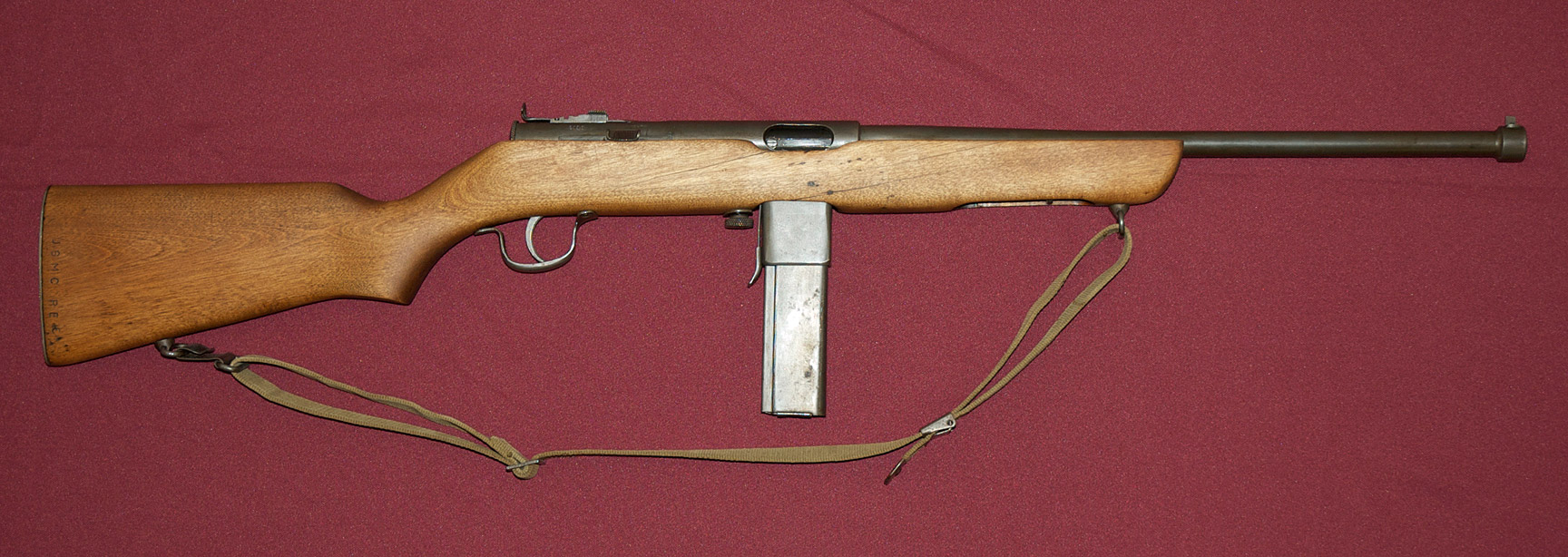
Reising M60.

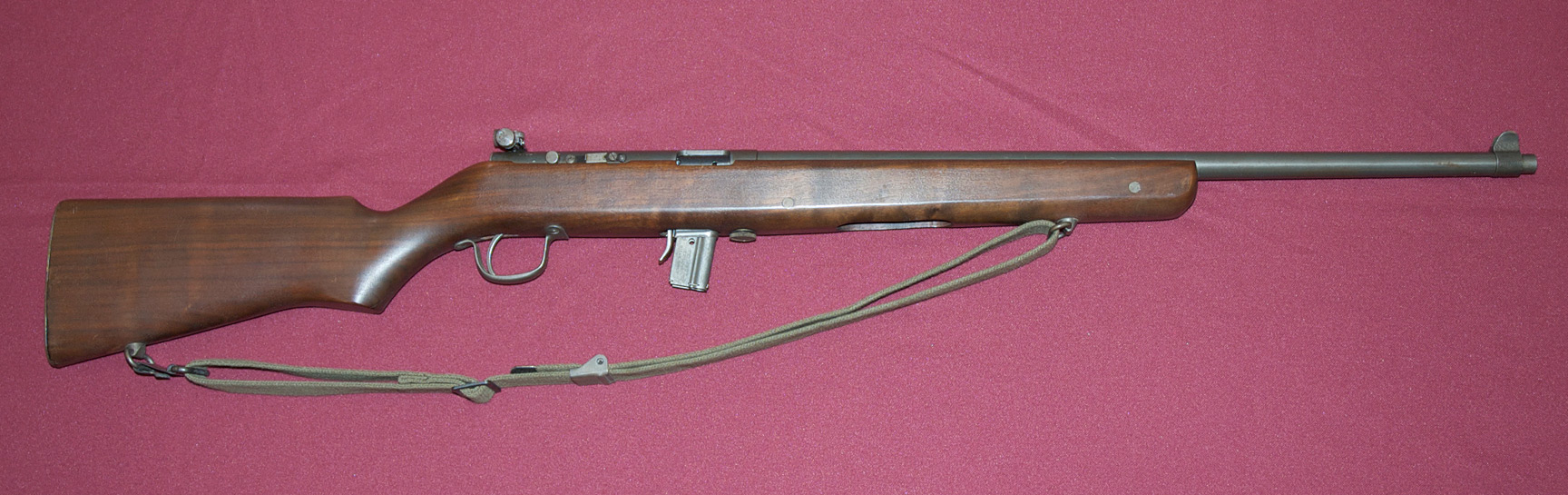
Reising M65.

Существовало две основные модификации пистолета-пулемёта Рейзинга — М50 с цельной деревянной ложей (часть выпуска также имела переднюю вертикальную рукоятку управления огнём) и предназначенный для парашютистов и экипажей бронетехники М55 со складным плечевым упором. Последний также отличался отсутствием дульного компенсатора и некоторым упрощением конструкции.
Более редкими были самозарядные карабины, не имевшие режима автоматического огня, — М60 под .45 ACP и тренировочный вариант М65 под патрон .22 LR. Оба имели удлинённый ствол.
Опытный образец аналогичной ПП «Рейзинг» конструкции, но под патрон .30 Carbine, выставлялся фирмой «Харрингтон и Ричардсон» на конкурс по разработке лёгкого армейского карабина, но принят на вооружение был не он, а вариант фирмы Winchester — M1 Carbine.

## Использование и оценка

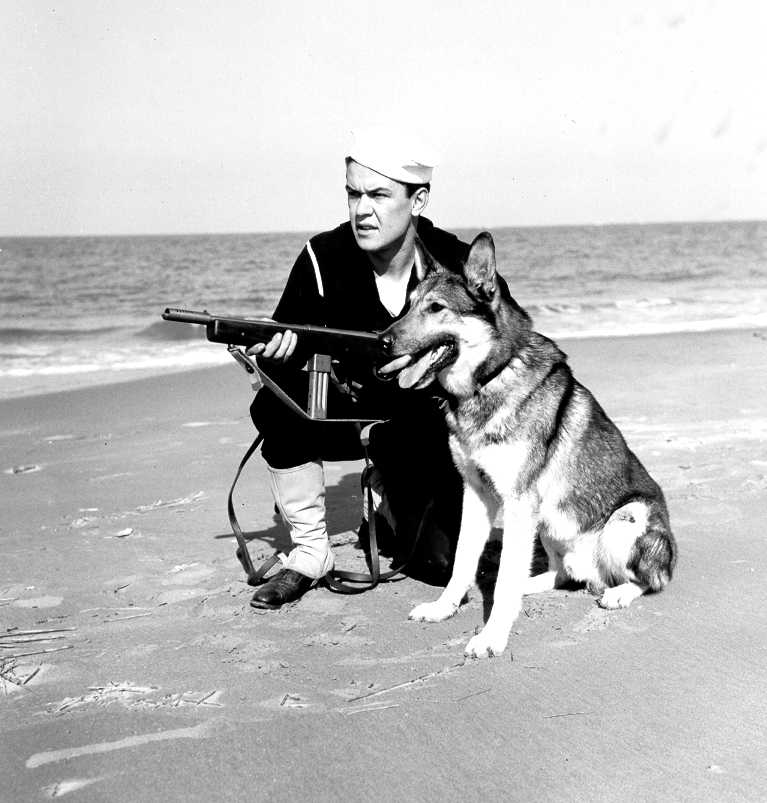
Сотрудник Береговой охраны США с «Рейзингом»

Основной причиной принятия «Рейзинга» на вооружение стали проблемы, возникшие в процессе налаживания массового выпуска недостаточно технологичных «Томпсонов». Для поиска более дешёвой и простой в производстве замены был организован конкурс, в котором система Рейзинга показала превосходство над своими конкурентами и была объявлена победителем.
«Рейзинг» был лёгким и довольно точным оружием, особенно при ведении одиночного огня, чем он был обязан использованию в своей конструкции полусвободного затвора и сравнительно сложного куркового ударно-спускового механизма, обеспечивавшего стрельбу с закрытого затвора, — в отличие от большинства пистолетов-пулемётов тех лет, включая и «Томпсон», в которых выстрел происходил с открытого затвора, то есть, в момент нажатия спускового крючка затвор находился в крайне заднем положении и, начав движение вперёд, сбивал прицел непосредственно перед выстрелом. При этом по огневой мощи «Рейзинг» уступал другим моделям пистолетов-пулемётов из-за малой ёмкости магазина, ограничивавшей возможность ведения эффективного автоматического огня, что и послужило основой причиной для приведённой выше оценки его как оружия, по своим качествам наиболее близкого к лёгкому самозарядному карабину, ведение из которого огня очередями возможно лишь в исключительном случае.
В годы Второй мировой войны этот ПП использовался на Тихоокеанском театре военных действий, в частности — в сражениях на Соломоновых островах и Битве за Гуадалканал. Преимущественно он использовался командным составом, по сути выступая в морской пехоте в качестве аналога использовавшегося Армией США карабина M1.
Также в некоторых количествах «Рейзинг» М55 со складным прикладом поступил на вооружение морпехов-парашютистов (Paramarines) и экипажей бронетехники, однако пользовался у них плохой репутацией, главным образом из-за неудачной конструкции плечевого упора, который иногда самоскладывался при ведении огня.
Разработанный изначально в качестве полицейского оружия, рассчитанного на сравнительно «цивильные» условия эксплуатации, «Рейзинг», как вскоре выяснилось, довольно мало подходил для военных действий в условиях побережья Тихого океана с характерными для него песком и солёной водой. Надёжность оружия в таких условиях оказалась крайне невысока. Испытания на Абердинском полигоне впоследствии выявили, что сборка и разборка оружия излишне сложны, так что уход за оружием также был затруднён. Кроме того, детали различных экземпляров оружия не были взаимозаменяемы ввиду индивидуальной подгонки при изготовлении, что стало большой проблемой при эксплуатации и ремонте в войсках. Советская инструкция по эксплуатации, например, категорически воспрещала при разборке перепутывать детали одного пистолета-пулемёта с деталями другого.
Конструкция оружия была достаточно сложной и, ко всему, склонной к возникновению задержек при стрельбе из-за быстрого загрязнения уступа ствольной коробки, служащего для замедления отхода затвора, пылью и пороховой гарью. При этом затвор не доходил до крайне переднего положения, и спусковой механизм продолжал блокировать курок, не давая произвести выстрел. Такие задержки при стрельбе были тем более трудно устранимы с учётом того, что взводная рукоятка у «Рейзинга» не была жёстко связана с затвором, что исключало возможность дослать его вперёд вручную.
В конечном итоге, репутация «Рейзинга» в войсках был крайне низкой, многие морпехи старались поскорее избавиться от этого оружия. Известен даже случай, когда целый батальон морской пехоты по приказу подполковника Меррита Эдсона (Merritt A. Edson) утопил свои «Рейзинги» в реке, чтобы получить более пригодное для ведения боевых действий оружие. Часто таковым оказывался самозарядный карабин M1.

## Страны-эксплуатанты
- США: В 1940 году «Рейзинг» был принят на вооружение Корпуса морской пехоты США (при этом предполагалось иметь по 4200 ПП на дивизию морской пехоты). В конце 1943 года «Рейзинги» были отозваны из войск и переданы подразделениям береговой охраны и в команды кораблей, а также полиции, Сил территориальной обороны (State Defense Forces) и OSS. Часть этого, показавшего свою непригодность для боевых действий, оружия была отправлена союзникам по ленд-лизу, в том числе в СССР, а также — различным движениям сопротивления. На вооружении отдельных полицейских департаментов США они оставались по меньшей мере до середины 1950х годов[3].

В Канаде «Рейзинги» получили волонтёры, охранявшие немецких военнопленных, и резервные подразделения, наряду с иными устаревшими моделями оружия.